# Thierry Gauliris
Thierry Gauliris est un musicien de l'île de La Réunion, département d'outre-mer dans le sud-ouest de l'océan Indien. Il est le leader du groupe Baster, dont le nom du groupe vient du quartier de la commune de Saint-Pierre dont les musiciens du groupe sont originaires, Basse-Terre.

## Liens
- Ressources relatives à la musique :   - Discogs
  - Last.fm
  - MusicBrainz
- Notice dans un dictionnaire ou une encyclopédie généraliste :   - 1000 célébrités de La Réunion
- Notices d'autorité :   - VIAF
  - ISNI
  - BnF (données)
  - IdRef
  - LCCN
  - WorldCat
- (fr) Baster sur Akout.com !